# Ryomyong SC
El Ryomyong SC (en coreano: 려명체육단) es un equipo de fútbol de Corea del Norte que juega en la Liga de fútbol de Corea del Norte, la primera división de fútbol en el país.

## Historia
Fue fundado en el año 1997 en la capital Pyongyang, manteniéndose con un bajo perfil en sus primeros años de existencia.
En 2017 llega a jugar la final de la Copa Hwaebul por primera vez, la cual pierde ante el Sobaeksu SC. Durante la temporada 2017/18 se mantuvieron en los primeros lugares de la liga, inclusive estuvieron en el mes de octubre en el primer lugar, pero se quedaron cortos y obtuvieron el subcampeonato.
A nivel internacional participaron por primera vez en la Copa AFC 2019, donde fueron eliminados en la ronda de playoff por el Tai Po FC de Hong Kong en penales luego de haber superado la primera ronda.

## Participación en competiciones de la AFC
| Temporada | Torneo  | Ronda      | Club   | Casa | Visita | Global      |
| --------- | ------- | ---------- | ------ | ---- | ------ | ----------- |
| 2019      | AFC Cup | Preliminar | Erchim | 3–0  | 3–0    | 6–0         |
| 2019      | AFC Cup | Playoff    | Tai Po | 0–0  | 0–0    | 0–0 (3–5 p) |